# キム・ユギョン
金 裕景（キム・ユギョン、朝鮮語：김유경）は、朝鮮民主主義人民共和国（北朝鮮）の音楽ユニットである牡丹峰楽団のボーカルの1人である。
独唱曲として、「金座布団」《금방석》、「燃える願い」《불타는 소원》など。
2015年10月24日の朝鮮民主主義人民共和国最高人民会議常任委員会政令第749号「功勲国家合唱団と牡丹峰楽団の指揮成員・創作家・芸術人・成員らに朝鮮民主主義人民共和国名誉称号と勲章を授与することについて」により、功勲俳優称号を授与された。
中国語圏で彼女の名前を「金佑景」と表記することが多いが、「佑」は"우"（「ウ」）と読むため、明らかに誤りである。

## 独唱曲一覧
発表順

### 2012年
- 「金座布団」《금방석》
- 「燃える願い」《불타는 소원》 ＊リュ・ジナも同曲を歌っている。

### 2013年
- 「燃える生を我らは愛する」《불타는 삶을 우린 사랑해》 ＊同上、公演のみ
- 「熱い情」《뜨거운 정》

### 2016年
- 「党よ、あなたがいるから」《당이여 그대 있기에》 ＊公演のみ

### 2018年
- 「党よ、私の母よ」《당이여 나의 어머니시여》

### 2019年
- 「私の心の太陽と星」《내 마음의 해와 별》